# Lepanthes scolex
Lepanthes scolex är en orkidéart som beskrevs av Carlyle August Luer. Lepanthes scolex ingår i släktet Lepanthes och familjen orkidéer. Inga underarter finns listade i Catalogue of Life.